# یو آیری
یو آیری (به ژاپنی: 入江 悠) (زادهٔ ۲۵ نوامبر ۱۹۷۹) کارگردان فیلم و فیلمنامه‌نویس ژاپنی است که در یوکوهاما، استان کاناگاوا به دنیا آمد و در فوکایا، استان سایتاما بزرگ شد. از آثار او می‌توان به فیلم ۸۰۰۰ مایل (۲۰۰۹) و خاطرات یک قاتل (۲۰۱۷) اشاره کرد.